# Xargon
Xargon: The Mystery of the Blue Builders est une trilogie de jeux vidéo produite par Epic MegaGames pour DOS. Le jeu est un jeu de plateforme à défilement latéral. Le personnage principal, Malvineous Havershim, doit voyager à travers des paysages étranges en cherchant à détruire le maléfique Xargon. 

## Gameplay
Le but principal de Xargon est d'avancer sur la carte en terminant les niveaux. Pour terminer un niveau, le joueur doit trouver et atteindre la sortie, qui se trouve en traversant le niveau.
Au départ, Malvineous est armé d'une « balle laser », ne permettant qu'un seul tir à l'écran à la fois qui peut être contrôlé en appuyant sur le haut ou le bas, dans lequel la balle laser avancera légèrement vers le haut ou vers le bas. Parmi les autres armes, on trouve d'autres balles laser qui permettent à Malvineous de tirer plus souvent, des tirs rapides, des rochers qui peuvent être lancés de manière plus stratégique, et de puissantes boules de feu qui détruisent tous les ennemis sur leur passage.
Xargon est unique dans le sens où le joueur peut acheter des objets à tout moment du jeu. Les émeraudes sont placées au hasard dans la plupart des niveaux. Les objets achetables comprennent des unités de santé, l'invincibilité et des améliorations d'armes.
Dans la plupart des niveaux, il y a des boîtes-cadeaux, qui explosent lorsqu'on leur tire dessus ou qui contiennent des fruits, d'autres objets de valeur ou rien. Vous gagnez des points en ramassant des fruits, en tuant des monstres et en récupérant les quatre boules de billard EPIC. Plus de points sont gagnés si les boules de billard EPIC sont collectées dans l'ordre.
Malvineous peut encaisser 5 coups, et s'il meurt, le joueur doit recommencer le niveau. Sa santé peut être restaurée en collectant un cœur battant ou en collectant 16 fruits qui restaurent une unité de santé ou en achetant une unité de santé. Les fosses à pointes, l'eau, l'acide et divers autres dangers tuent Malvineous instantanément s'il les touche. 

## Intrigue
Malvineous Havershim est un archéologue qui étudie d'étranges ruines à Madagascar. Ces ruines ont été construites par une ancienne culture inconnue connue sous le nom de « Bâtisseurs bleus ». Alors qu'il tente de traduire les glyphes sur les murs d'une structure des Bâtisseurs bleus, un gaz étrange est émis et Malvineous perd connaissance. Malvineous rencontre en rêve un aigle parlant, qui lui donne des avertissements énigmatiques. Il se réveille dans une terre étrange, la région dans laquelle le jeu se déroule. 

## Développement
Xargon, produit et publié par Epic MegaGames 1993, a été programmé par Allen Pilgrim. Les graphismes ont été créés par Joe Hitchens, qui a également contribué à Epic Pinball et Jill of the Jungle. Le Volume One: Beyond Reality est sorti en shareware, mais le Volume Two: The Secret Chamber et le Volume Three: Xargon's Fury devaient être achetés dans le commerce. Le jeu était un contemporain de jeux tels que Commander Keen d'Id Software et Duke Nukem II d'Apogee Software.
Allen Pilgrim a déclaré la version enregistrée freeware et a publié le code source le 4 août 2008,. Par la suite, des ports avec SDL vers de nouvelles plateformes et des appareils mobiles comme le Pandora ont été créés. 

## Accueil
Le 7 mai 1994, après seulement quatre mois de commercialisation, Xargon a été classé troisième parmi les cinq premiers jeux du Los Angeles Times, derrière Doom et Epic Pinball et au-dessus de Duke Nukem 2. Il y est resté pendant trois semaines.
Le jeu a été évalué en 1994 dans Dragon #204 par Sandy Petersen dans la colonne « Eye of the Monitor ». Petersen a donné au jeu 2 étoiles sur 5. Computer Gaming World a déclaré en juillet 1994 que Xargon : Beyond Reality « est un jeu attrayant et plein d'énergie » qui était meilleur que Jill of the Jungle, et le recommandait aux fans de ce dernier, de Bio Menace ou de Duke Nukem. 